# Will Cotton
Will Cotton (nació en 1965 en Melrose, Massachusetts, Estados Unidos) es un pintor estadounidense. Su trabajo cuenta con paisajes compuestos principalmente de dulces, a menudo habitados por seres humanos. Will Cotton vive y trabaja en Nueva York. En 2014 realiza un retrato de la artista Katy Perry al óleo sobre lienzo llamado Cupcake Katy que va a presentarse el 18 de junio en la National Portrait Gallery (Galería Nacional de Retratos) en Washington, Este será su lugar de honor. 

## Biografía

### Obra
Las obras de Cotton en la década de 1990 están represenados por los iconos pop basados en anuncios contemporáneos, como Quick el conejito de Nestlé - directa referencia a los modos visuales destinados a evocar el deseo. Cotton describió sus primeros trabajos en una entrevista de 2008, diciendo: "Mi impulso inicial para hacer estos cuadros realmente salió de la conciencia del paisaje del consumidor comercial en el que vivimos. Todos los días nos bombardean con cientos, de miles de mensajes específicamente diseñados para incitar el deseo dentro de nosotros".
En 1996, Cotton comenzó a desarrollar una iconografía en la que el propio paisaje se convirtió en el objeto de deseo. Las pinturas a menudo cuentan con un paisaje compuesto enteramente de pasteles, dulces y helados de crema. Él crea maquetas elaboradas de estos valores reales de los productos horneados hechos en su estudio de Manhattan como una fuente visual para los trabajos finales. Desde aproximadamente el año 2002, desnudos o casi desnudos con modelos al estilo pin-up, en ocasiones han poblado estas escenas de la tierra de caramelo. Al igual que en el pasado, el proyecto de las obras de una indulgencia táctil en exceso de fantasía. Los personajes femeninos son los iconos de la indulgencia y de la languidez, lo que refleja la sensación del propio paisaje. "Estas pinturas son todas acerca de un lugar muy específico", dice Cotton, "es una utopía en la que se cumplen todos los deseos todo el tiempo, es decir, en última instancia, que no puede haber ningún deseo, ya que no hay deseo sin falta".

### Influencias
Siempre interesado en la iconografía cultural, Cotton aprovecha el lenguaje común de la cultura de consumo compartidos a través de las fronteras geográficas. Considera que los temas visuales en su trabajo, elaborado a partir de imágenes que van desde el paisaje de caramelo y pan de jengibre a casas de dulces y algodón de azúcar con arte de pin-up, para ser parte de la cultura pop léxica. El trabajo de Cotton también se basa en la idea y las actualizaciones de la tierra de leche y miel en la literatura europea y el arte. El estado de Cotton es "El sueño del paraíso, de una tierra de abundancia, es un hilo que corre a través de toda la historia humana, no sólo en los tiempos prósperos, sino que de hecho, a menudo muy delgado como en el bien". También ha sido inspirado por los pintores Frederic Edwin Church, François Boucher y Fragonard, el fotógrafo Carleton Watkins, así como los pintores de pin-up como Gil Elvgren.